# Silvio Cadotsch
Silvio Cadotsch (* 1985 in Zürich) ist ein Schweizer Jazz- und Improvisationsmusiker (Posaune).

## Leben und Wirken
Cadotsch stammt aus einer musikalischen Familie; seine Schwester Lucia (* 1984) ist Jazzsängerin. Sein Musikstudium an der Musikhochschule Luzern, das er 2009 abschloss, absolvierte er bei Nils Wogram und Adrian Mears. Daneben arbeitete er in der Schweizer Jazzszene u. a. mit dem Lucerne Jazz Orchestra (Don’t Walk Too Far), dem Bienne City Arkestra (Richie's Barnyard Featuring Richie Beirach, 2010), Zurich Jazz Orchestra und dem Miniatur Orchester (Pro Specie Rara). 2007 gründete er sein eigenes Quartet Odem, mit dem er im Sommer 2009 sein Debüt-Album aufnahm. In den 2010er-Jahren spielte er u. a. mit Luca Sisera sowie in den Formationen Gregor Frei Asmin Sextet, Der Grosse Bär (um Roberto Domeniconi), im Ensemble Metanoia, Blue Bolero und im Notebook Large Ensemble; ausserdem leitet er sein eigenes Projekt One Tfu. Nach Angaben des Diskografen Tom Lord war er im Bereich des Jazz zwischen 2004 und 2014 an elf Aufnahmesessions beteiligt.
2004 gewann Cadotsch mit der Christoph Siegrist Group den Ersten Preis an der Jazz under the Sky Competition am Montreux Jazz Festival, 2006 den Förderungspreis der Friedelwald-Stiftung.

## Diskographische Hinweise
- Odem (Unit, 2009), mit Rafael Schilt, Fabian Gisler, Dominic Egli
- Asmin: Roots of a Weightless Soul (Unit, 2010), mit Gregor Frei, Tobias Meier, Dave Gisler, Dominique Girod, Michael Stulz
- Luca Sisera Roofer: Prospect (Leo, 2014), mit Michael Jaeger, Yves Theiler, Michael Stulz, Isa Wiss
- Frantz Loriot, Manuel Perovic, Notebook Large Ensemble: Urban Furrow (Clean Feed, 2015), mit Deborah Walker, Silvan Jeger, Yuko Oshima, Dave Gisler, Joachim Badenhorst, Matthias Spillmann